# Kinnareds landskommun
Kinnareds landskommun var en tidigare kommun i Hallands län.

## Administrativ historik
När 1862 års kommunalförordningar trädde i kraft inrättades i Sverige cirka 2 500 kommuner. Huvuddelen av dessa var landskommuner (baserade på den äldre sockenindelningen), vartill kom 89 städer och åtta köpingar. Då inrättades i Kinnareds socken i Halmstads härad i Halland denna kommun.
Vid kommunreformen 1952 uppgick större delen av denna landskommun i Torups landskommun som senare 1974 uppgick i Hylte kommun.